# Sandy Allen
Sandra Elaine Allen, conhecida como Sandy Allen (Chicago, 18 de junho de 1955 – Shelbyville, 13 de agosto de 2008) foi uma estadunidense reconhecida pelo Guinness Book como a mulher mais alta do mundo, com 2,32 m de altura.
Aos dez anos, Sandy já media quase 1,84m e, aos 16, superava os 2,13m, de acordo com o jornal "Indianapolis Star".
Apesar de largamente publicado na mídia que a chinesa Yao Defen seria cinco centímetros mais alta que Sandy, ela manteve o título. Seu tamanho descomunal era conseqüência de um tumor na glândula pituitária. Aos 22 anos de idade fez uma cirurgia e, sem isso, ela teria continuado a crescer e a sofrer sérios problemas médicos associados ao gigantismo.
Sandy escreveu um livro intitulado Cast A Giant Shadow e esteve no Guinness Book de 1976 a 2008. Vivia em Shelbyville, no estado de Indiana.
Apesar da estatura espetacular, que lhe deu fama, assim como à cidade de Shelbyville, essa condição também a levou ao desespero pessoal, sobretudo, na adolescência, quando, segundo a própria Sandy, a altura significou um obstáculo para ela se relacionar.
O jornal publicou uma carta que Sandy Allen teria escrito ao Guinness, em 1974, na qual dizia: "gostaria de chegar a conhecer alguém que tivesse, aproximadamente, a minha estatura. Nem preciso dizer que minha vida social é praticamente nula e que, talvez, a publicidade derivada de seu livro possa iluminar minha vida".
A causa de sua morte ainda não foi divulgada, mas ela já estava doente há alguns meses, de acordo com fontes pessoais. Sua amiga da família, Rita Rose, revelou que ela sofria de uma infecção sanguínea recorrente, além de diabetes tipo 2, problemas respiratórios e insuficiência renal.